# Норино (Брянская область)
Норино — село в Жирятинском районе Брянской области, в составе Воробейнского сельского поселения. 
 Расположено в 10 км к западу от села Воробейня. Население — 205 человек (2010).
Имеется отделение почтовой связи, сельская библиотека.

## История
Упоминается с 1652 года как местечко с Троицкой церковью; с 1701 упоминается Успенская церковь, последнее здание которой было построено в 1866 году (не сохранилась). С 1761 — во владении К. Г. Разумовского, позднее — генерал-майора М. В. Гудовича.
До 1781 года входило в Почепскую (1-ю) сотню Стародубского полка; с 1782 по 1918 гг. — в Мглинском уезде (с 1861 — в составе Воробейнской волости). 
В конце XIX века была открыта земская школа. В 1918—1929 гг. — в Почепском уезде (Воробейнская, с 1924 — Балыкская волость). С 1926 по 1929 гг. село Норино — административный центр Балыкской волости.
С 1919 до 2005 года — центр Норинского сельсовета (в 1920-х гг. временно входило в Клинокский сельсовет). 
 В 1929—1939 и 1957—1985 гг. — в составе Почепского района.